# غلام علي رعدي آذرخشي
غلام علي رعدي آذَرَخْشي (بالفارسية: غلامعلی رعدی آذرخشی) (20 سبتمبر 1909 - 6 أغسطس 1999) شاعر وحقوقي وأكاديمي إيراني.

## حياته
ولد غلام علي بن محمد علي آذرخشي في 20 سبتمبر 1909 في تبريز وتعلم بها في مدرسة حِکمَت ثم مدرسة المحمدية (فردوسي فيما بعد). في عام 1927، انتقل إلى طهران ودرس في مدرسة العلوم السياسية كما ساعد مديره الدراسي علي أكبر دهخودا في تجميع ونشر كتابه الأمثال والحكم. في عام 1923، عمل في وزارة الطرق والنقل في طهران لفترة وجيزة، ثم تدرس في مدرسة الثانوية القديمة في تبريز (سميت فردوسي فيما بعد). وبعد إكمال التجنيد الإجباري، أشرف على مكتب النشر التابع لوزارة التعليم. في عام 1936 غادر إيران لمواصلة دراسته في فرنسا وسويسرا في القانون الدولي والأدب المقارن. وعاد إلى إيران في عام 1941، وبدأ رعدي تدريس الأدب المقارن في جامعة طهران، وعين رئيسا لمكتب الأمانة العامة للجامعة. في ديسمبر 1942 اختاره أكاديمية اللغة والأدب الفارسي عضوا دائما.

في عام 1945 تم تعيينه الممثل الإيراني في اللجنة الأولية لليونسكو في لندن. ومع تأسيس اليونسكو في باريس في العام المقبل، تم تعيينه الممثل الدائم لإيران في المنظمة، حيث ترأس أيضا لجنة الحوار بين الشرق والغرب. 

في عام 1963 تم استدعائه إلى إيران و «عين» عضو مجلس الشيوخ الإيراني لدائرة طهران من قبل محمد رضا بهلوي، وهو منصب شغله لمدة واحدة. ثم أسس كلية الآداب والعلوم الاجتماعية في الجامعة الوطنية الإيرانية وعمل عميد الكلية. وظل في هذا المنصب منذ عام 1968 حتى بداية الثورة الإسلامية عام 1979، وواصل تدريس الأدب والقانون في الجامعة الوطنية، وكذلك جامعة طهران. في ربيع عام 1979، مع بدايات الثورة، «كان يعفى نفسه من عمل» بسبب ارتباطه بالبلاط الملكي بهلوي. 

توفي في يوم 6 أغسطس 1999 بطهران.